# Look Sharp! Tour
Look Sharp '88! Tour var en konsertturné med Roxette under 1988.

## Konserter
- 11 november 1988 - Nobelhallen, Karlskoga
- 12 november 1988 - Hagadal, Hultsfred
- 15 november 1988 - Kristianstads idrottshall, Kristianstad
- 16 november 1988 - Idrottshallen, Karlskrona
- 18 november 1988 - Teleborgshallen, Växjö
- 19 november 1988 - Olympen, Lund
- 21 november 1988 - Göta Lejon, Stockholm
- 22 november 1988 - Göta Lejon, Stockholm
- 23 november 1988 - Göta Lejon, Stockholm
- 24 november 1988 - Göta Lejon, Stockholm
- 26 november 1988 - Lisebergshallen, Göteborg
- 27 november 1988 - Lisebergshallen, Göteborg
- 30 november 1988 - Lugnet, Falun
- 1 december 1988 - Folkets hus, Östersund
- 2 december 1988 - Forum, Älvsbyn
- 3 december 1988 - Medborgarhuset, Lycksele
- 5 december 1988 - Umeå ishall, Umeå
- 6 december 1988 - Gränby ishall, Uppsala
- 8 december 1988 - Sannarpshallen, Halmstad
- 9 december 1988 - Rocklunda, Västerås
- 10 december 1988 - Gavlerinken, Gävle
- 12 december 1988 - Billingehov, Skövde
- 13 december 1988 - Ishallen, Örebro
- 15 december 1988 - Tipshallen, Jönköping
- 16 december 1988 - Himmelstalundshallen, Norrköping
- 17 december 1988 - Agnebergshallen, Uddevalla
- 18 december 1988 - Olympen, Lund